# Guibemantis punctatus
Espèce
Synonymes
- Mantidactylus punctatus Blommers-Schlösser, 1979

Statut de conservation UICN

 CR B1ab(iii) : 
En danger critique
Guibemantis punctatus est une espèce d'amphibiens de la famille des Mantellidae.

## Répartition et habitat

Aire de répartition de Gephyromantis punctatus.

Cette espèce est endémique de Madagascar. Elle se rencontre dans la réserve spéciale d'Ambohitantely.
C'est une espèce arboricole qui vit dans la forêt tropicale humide. On la trouve généralement sur les feuilles de Pandanus.

## Description
Guibemantis punctatus mesure de 23 à 25 mm pour les mâles et environ 27 mm pour les femelles. Son dos varie de vert-olive à brun clair avec de nombreuses taches sombres. Son ventre est clair. La peau de son dos est lisse. Les mâles ont de glandes fémorales parfois de couleur noirâtre.

## Étymologie
Son nom d'espèce, latin, punctatus, « tacheté », lui a été donné en référence aux nombreuses taches sombres qui ornent son dos.

## Publication originale
- Blommers-Schlösser, 1979 : Biosystematics of the Malagasy frogs I. Mantellinae (Ranidae). Beaufortia, vol. 29, p. 1-77.